# Franz Goppelt
Franz Goppelt (* 26. November 1894 in Staßfurt; † 7. Januar 1975 in Güstrow) war ein deutscher Funktionär der Kommunistischen Partei Deutschlands (KPD) und späterer Major der Nationalen Volksarmee (NVA) der Deutschen Demokratischen Republik (DDR).

## Leben

### Funktionär der KPD
Goppelt, Sohn eines Kellners, erlernte nach der Volksschule den Beruf des Schlossers, den er bis zu Beginn des Ersten Weltkriegs ausübte. 1912 wurde er Mitglied im Deutschen Metallarbeiter-Verband (DMV) und 1913 der Sozialdemokratischen Partei Deutschlands (SPD). 1914 wurde er eingezogen und war zwei Jahre Soldat. 1915 kehrte er zurück, ließ sich in Oberhausen nieder und war bis 1918 als Arbeiter bei Krupp angestellt.
1917 wechselte Goppelt zur Unabhängigen Sozialdemokratischen Partei Deutschlands (USPD) und schließlich zum Spartakusbund. 1917 wurde er Vorsitzender der USPD-Ortsgruppe in Oberhausen. Während der Novemberrevolution 1918 war Goppelt dort Vorsitzender des Arbeiter- und Soldatenrats. Im Dezember 1918 nahm er als Delegierter am Gründungsparteitag der KPD in Berlin teil. Von 1918 bis 1923 war er Mitglied des Bezirksausschusses der KPD Rheinland-Westfalen.
Im Januar 1920 verurteilte das Militärgericht in Wesel Goppelt wegen „Vorbereitung zum Hochverrat“ zu eineinhalb Jahren Gefängnis. Er trat seine Haftstrafe im Gefängnis Bochum an. Während des Kapp-Putsches wurde er im April 1920 aus dem Gefängnis befreit und flüchtete nach Moers, das von belgischen Truppen besetzt war. Bis Juni 1924 lebte er illegal an verschiedenen Orten. 1924 wurde seine Haftstrafe aufgrund einer Amnestie erlassen.
Mitte 1924 ging Goppelt nach Berlin und war zeitweise bei der Berliner Verkehrsgesellschaft angestellt. Während der Zeit des Nationalsozialismus unterstützte Goppelt mehrfach die illegale Parteiarbeit der KPD. Ab 1936 war er als Schweißer tätig.

### Offizier in der DDR
Nach dem Ende des Zweiten Weltkriegs zog Goppelt nach Calau in Brandenburg, trat in den Polizeidienst ein und stieg noch im selben Jahr zum Kriminalrat auf. 1946 wurde er stellvertretender Leiter des Landeskriminalamts Brandenburg in Potsdam. 1950 wechselte er zum Ministerium für Staatssicherheit (MfS) und war bis 1951 Kommandeur der MfS-Landesbehörde Mecklenburg.
1953 wechselte Goppelt als Offizier zur Kasernierten Volkspolizei (KVP), die 1956 zur Nationalen Volksarmee (NVA) wurde. Von 1956 bis 1958 war er Stellvertreter des Chefs des Wehrbezirkskommandos Schwerin im Rang eines Majors und ging dann in Rente.

## Ehrungen
- 1974 Vaterländischer Verdienstorden in Gold (DDR)